# Olympische Sommerspiele 1988/Teilnehmer (Chinese Taipei)
| Gelbes Symbol für Goldmedaillen mit stilisierten Olympischen Ringen | Graues Symbol für Silbermedaillen mit stilisierten Olympischen Ringen | Braundes Symbol für Bronzemedaillen mit stilisierten Olympischen Ringen |
| ------------------------------------------------------------------- | --------------------------------------------------------------------- | ----------------------------------------------------------------------- |
| —                                                                   | —                                                                     | —                                                                       |

Chinesisch Taipeh nahm an den Olympischen Sommerspielen 1988 in Seoul, Südkorea, mit einer Delegation von 61 Sportlern (43 Männer und 18 Frauen) teil.

## Teilnehmer nach Sportarten

### Bogenschießen
- Hu Pei-wen
Einzel: 31. Platz
Mannschaft: 7. Platz

- Yen Man-sung
Einzel: 42. Platz
Mannschaft: 7. Platz

- Chiu Ping-kun
Einzel: 45. Platz
Mannschaft: 7. Platz

- Lai Fang-Mei
Frauen, Einzel: 12. Platz
Frauen, Mannschaft: 11. Platz

- Liu Pi-Yu
Frauen, Einzel: 15. Platz
Frauen, Mannschaft: 11. Platz

- Chin Chiu-Yueh
Frauen, Einzel: 27. Platz
Frauen, Mannschaft: 11. Platz

### Boxen
- Liu Hsin-Hung
Halbfliegengewicht: 17. Platz

- Lu Chih-Hsiung
Federgewicht: 17. Platz

### Fechten
- Wang San-Tsai
Florett, Einzel: 50. Platz
Degen, Einzel: 73. Platz

- Yan Wing-Shean
Florett, Einzel: 63. Platz
Säbel: Einzel: 39. Platz

### Gewichtheben
- Chiang Ming-Hsiung
Fliegengewicht: 14. Platz

- Chung Yung-Chi
Fliegengewicht: Kein gültiges Ergebnis

- Liao Hsing-Chou
Bantamgewicht: 15. Platz

- Tsai Wen-yee
Bantamgewicht: Kein gültiges Ergebnis

- Chang Shun-Chien
Leichtgewicht: Kein gültiges Ergebnis

- Cheng Chia-Tso
Halbschwergewicht: 12. Platz

- Liao Chin-Ming
1. Schwergewicht: 15. Platz

### Judo
- Sheu Tsay-chwan
Superleichtgewicht: 5. Platz

- Wu Po-Chen
Halbleichtgewicht: 20. Platz

- Ju Hsiang-Hung
Leichtgewicht: 19. Platz

- Tsay Yow-Tayn
Halbmittelgewicht: 20. Platz

- Chiu Heng-An
Mittelgewicht: 7. Platz

### Leichtathletik
- Cheng Hsin-Fu
100 Meter: Viertelfinale
4 × 100 Meter: Vorläufe

- Lee Shiunn-Long
100 Meter: Vorläufe
200 Meter: Viertelfinale
4 × 100 Meter: Vorläufe

- Lin Kuang-Liang
400 Meter: Vorläufe
800 Meter: Vorläufe

- Wu Chin-Jing
110 Meter Hürden: Viertelfinale
4 × 100 Meter: Vorläufe

- Nai Hui-Fang
4 × 100 Meter: Vorläufe
Weitsprung: 27. Platz in der Qualifikation
Dreisprung: 27. Platz in der Qualifikation

- Lee Fu-An
Zehnkampf: 25. Platz

- Chen Ya-Li
Frauen, 100 Meter: Vorläufe
Frauen, 200 Meter: Vorläufe
Frauen, 4 × 100 Meter: Vorläufe

- Chang Feng-Hua
Frauen, 400 Meter: Vorläufe
Frauen, 400 Meter Hürden: Vorläufe
Frauen, 4 × 100 Meter: Vorläufe

- Chen Wen-Xing
Frauen, 100 Meter Hürden: Vorläufe
Frauen, 4 × 100 Meter: Vorläufe

- Wang Shu-Hua
Frauen, 4 × 100 Meter: Vorläufe
Frauen, Weitsprung: 25. Platz in der Qualifikation

- Su Chun-Yueh
Frauen, Hochsprung: 23. Platz in der Qualifikation

- Hsu Huei-Ying
Frauen, Siebenkampf: 23. Platz

### Moderner Fünfkampf
- Li King-Ho
Einzel: 43. Platz

- Chuang Tang-Fa
Einzel: 53. Platz

### Radsport
- Hsu Jui-Te
Straßenrennen, Einzel: DNF
Punktefahren: 21. Platz

- Lee Fu-Hsiang
Sprint: 2. Runde
1000 Meter Einzelzeitfahren: 22. Platz

- Yang Hsiu-Chen
Frauen, Straßenrennen, Einzel: DNF
Frauen, Sprint: 8. Platz

### Ringen
- Hour Jiunn-Yih
Halbfliegengewicht, Freistil: Gruppenphase

- Lo Chao-Cheng
Fliegengewicht, Freistil: Gruppenphase

- Huang Chien-Lung
Federgewicht, Freistil: Gruppenphase

- Chi Man-Hsien
Mittelgewicht, Freistil: Gruppenphase

### Schießen
- Tu Tsai-hsing
Luftpistole: 29. Platz
Freie Pistole: 19. Platz

- Tsai Pai-Sheng
Skeet: 44. Platz

- Liou Yuh-Ju
Frauen, Luftgewehr: 39. Platz

### Schwimmen
- Chiang Chi-Li
50 Meter Freistil: 51. Platz
100 Meter Freistil: 63. Platz
200 Meter Lagen: 51. Platz

- Wu Ming-Hsun
200 Meter Freistil: 55. Platz
400 Meter Freistil: 40. Platz
1500 Meter Freistil: 33. Platz

- Tsai Hsin-Yen
100 Meter Brust: 24. Platz
200 Meter Brust: 33. Platz
200 Meter Lagen: 49. Platz

- Wang Chi
Frauen, 50 Meter Freistil: 41. Platz
Frauen, 100 Meter Freistil: 47. Platz
Frauen, 4 × 100 Meter Freistil: 15. Platz
Frauen, 100 Meter Rücken: 32. Platz
Frauen, 200 Meter Rücken: 31. Platz
Frauen, 4 × 100 Meter Lagen: 16. Platz

- Sabrina Lum
Frauen, 50 Meter Freistil: 42. Platz
Frauen, 100 Meter Freistil: 48. Platz
Frauen, 4 × 100 Meter Freistil: 15. Platz

- Chang Hui-Chien
Frauen, 200 Meter Freistil: 38. Platz
Frauen, 4 × 100 Meter Freistil: 15. Platz
Frauen, 100 Meter Schmetterling: 32. Platz
Frauen, 200 Meter Schmetterling: 26. Platz
Frauen, 400 Meter Lagen: 27. Platz
Frauen, 4 × 100 Meter Lagen: 16. Platz

- Seto Car-Wai
Frauen, 4 × 100 Meter Freistil: 15. Platz
Frauen, 100 Meter Brust: 32. Platz
Frauen, 200 Meter Brust: 35. Platz
Frauen, 200 Meter Lagen: 28. Platz
Frauen, 4 × 100 Meter Lagen: 16. Platz

- Kim Chen
Frauen, 100 Meter Brust: 39. Platz
Frauen, 200 Meter Brust: 41. Platz
Frauen, 200 Meter Lagen: 33. Platz
Frauen, 400 Meter Lagen: 30. Platz
Frauen, 4 × 100 Meter Lagen: 16. Platz

### Tischtennis
- Huang Huei-Chieh
Einzel: 17. Platz
Doppel: 9. Platz

- Wu Wen-Chia
Einzel: 25. Platz
Doppel: 9. Platz

- Chih Chin-Long
Einzel: 33. Platz

- Chih Chin-Shui
Doppel: 13. Platz

- Chang Hsiu-Yu
Frauen, Einzel: 17. Platz
Frauen, Doppel: 9. Platz

- Lin Li-Ju
Frauen, Einzel: 17. Platz
Frauen, Doppel: 9. Platz

### Turnen
- Chang Chao-Chun
Einzelmehrkampf: 83. Platz in der Qualifikation
Barren: 84. Platz in der Qualifikation
Bodenturnen: 80. Platz in der Qualifikation
Pferdsprung: 73. Platz in der Qualifikation
Reck: 83. Platz in der Qualifikation
Ringe: 85. Platz in der Qualifikation
Seitpferd: 84. Platz in der Qualifikation